# Pieschen
Pieschen är en stadsdel i Dresden i Sachsen, Tyskland.
Det var en av de första byarna som anslöts till Dresden 1897. Efter Tysklands återförening 1990 sanerades byggnaderna och stadsdelen är nu ett populärt område bland unga.

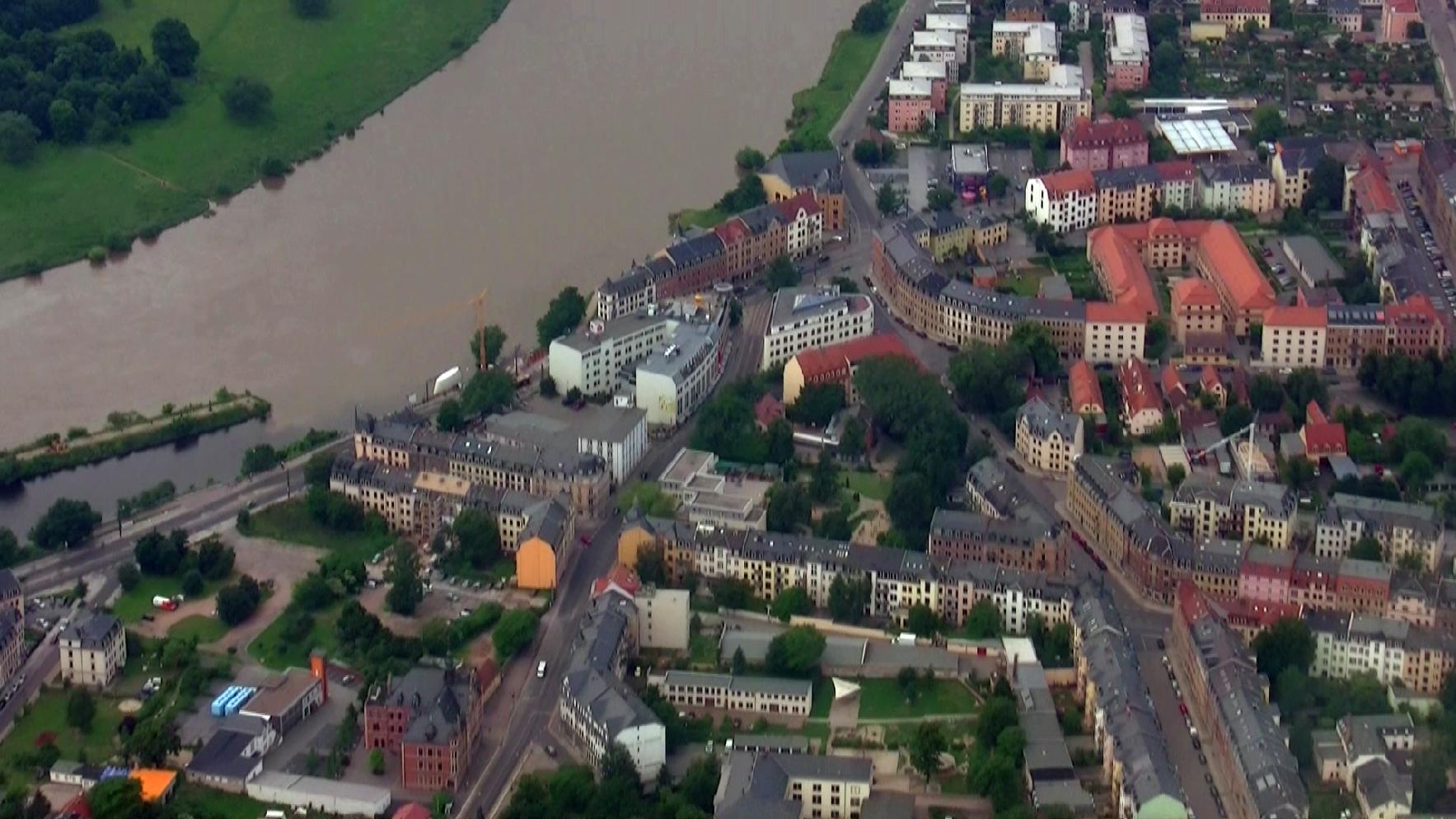
Pieschen från luften